# Strahinj
Strahinj je naselje v Občini Naklo.
Vas Strahinj je nastala na robu Udin boršta in je dobila ime po duplinah, ki so jim včasih v strahinjsko-nemškem narečju rekli strohale, kar pomeni duplo. Kraj po imenu Strahinj zasledimo v pisnih virih prvič leta 1260.
Več kmečkih hiš vsebuje freske, posebej zanimiva je Janezovčeva kmetija. V hiši na stropu ima vrezano letnico 1722 in je spomeniško varovana. Vas se je danes razširila tako proti jugu kot proti severu, na Brdu – vzpetini, kjer stoji tudi cerkev, je nastal čisto novi del vasi. Omenjena cerkev je podružnična cerkev sv. Nikolaja, ki spada v Župnijo Naklo. Strahinj ima tudi umetno zajezeno jezero po imenu Želn, ki je bilo primarno barje, nato pa so ga ribiči umetno zajezili, da bi tam lahko vzgajali krape. Poleti je Želn priljubljena sprehajalna destinacija, pozimi pa jezero zamrzne in je množično obiskano s strani sprehajalcev, drsalcev in lokalnih hokejistov.
Strahinj je gospodarsko večinoma kmetijsko usmerjen, čeprav v zadnjem času prodirajo na sceno samostojni podjetniki in privatniki s svojimi storitvami. Na kmetijsko preteklost in sedanjo prisotnost priča tudi kmetijsko posestvo Srednje mlekarske in kmetijske šole iz Kranja, kjer si praktično znanje iz kmetovanja nabirajo dijaki iz vse Slovenije. Dejstvo je, da je Strahinj od začetka leta 2006 tudi edina vas v Sloveniji s srednjo šolo in sicer je to Biotehniški center Naklo. Na gospodarskem poslopju šole je zadaj postavljenih največ sončnih kolektorjev v Sloveniji, ki zagotavljajo primarno napajanje nekaterih sicer bolj osnovnih naprav na poslopju, pa vendar so ti kolektorji velik prispevek k proučevanju fotokolektorjev, posodobitvi prihodnjih generacij kolektorjev, da bi bil izkoristek karseda večji in bi uporaba le teh v vsakdanjem življenju narasla in bi ljudje na danem zgledu lažje sprejeli to okolju prijazno novodobno tehnologijo. Objekt je poznan tudi pod imenom Fotonapetostna elektrarna Strahinj.
V Strahinju je največje število kozolcev v Občini Naklo in pa ogromno njiv z zeljem. Strahinjski kmetje so bili namreč prvi, ki so pričeli pridelovati zelje na velikih površinah in še danes je to ostala pomembna kmetijska panoga.

## Znani krajani
- Stane Vidmar, pevec zabavne glasbe
- Miran Križaj, basist, član Vokalnega kvinteta Gorenjci